# 卜加拉樣
卜加拉樣（排灣語：Putjaljayan），是台灣排灣族高士佛部落（Linivuan，位於今屏東縣牡丹鄉，南排灣群）神話中的神祇之一，創造了芋頭並交給了族人。

## 簡述
卜加拉樣居住在天上界（Tjagaraus，北大武山），祂是掌管芋頭的神，負責種植芋頭，和小米神卜烏散（Puvusam）同為負責創造天上界食物的神祇。

### 傳說
據說太古時期，排灣族祖先的食物只有稗、藜、和一種叫做kuilj的草，他們很羨慕天上界有芋頭和小米那樣的糧食吃，因此有個女性前往那裡請求兩位糧食神分給人類種子，卜加拉樣很慷慨的給出了芋種，卜烏散則不願意，並引發了後續人類的竊粟事件。